# Władimir Fotiejew
Władimir Konstantinowicz Fotiejew (ros. Владимир Константинович Фотеев, ur. 25 czerwca 1935 w Stawropolu) – radziecki polityk.

## Życiorys
Ukończył Moskiewski Lotniczy Instytut Technologiczny, od 1961 był członkiem KPZR, od 1963 funkcjonariusz partyjny w obwodzie kujbyszewskim (obecnie obwód samarski). Zaocznie ukończył Wyższą Szkołę Partyjną przy KC KPZR, 1976-1983 instruktor Wydziału Pracy Organizacyjno-Partyjnej KC KPZR, 1983-1984 II sekretarz Komitetu Obwodowego KPZR w Kujbyszewie (Samarze). Od 31 lipca 1984 do 1 lipca 1989 I sekretarz Czeczeno-Inguskiego Komitetu Obwodowego KPZR, 1986-1990 członek KC KPZR, 1989-1991 deputowany ludowy ZSRR, przewodniczący Komitetu Rady Najwyższej ZSRR ds. Zagadnień Jawności, Praw i Zachowań Obywatelskich, 1990-1991 przewodniczący Związkowej Komisji Kontrolno-Obserwacyjnej Nagorno-Karabachskiego Obwodu Autonomicznego Azerbejdżańskiej SRR.

## Odznaczenia
- Order Lenina
- Order Czerwonego Sztandaru Pracy
- Order Przyjaźni Narodów

I medale.